# ديفيد ريكيتس (دراج)
ديفيد ريكيتس (بالإنجليزية: David Ricketts)‏ مواليد 7 أكتوبر 1920 في لندن - الوفاة 11 أغسطس 1996 في ويلز، كان دراج إنجليزي. سبق أن شارك في دورة الألعاب الأولمبية الصيفية وفاز بميدالية أولمبية.

## الميداليات
| الميدالية | المسابقة                       |
| --------- | ------------------------------ |
| برونزية   | الألعاب الأولمبية الصيفية 1948 |

## روابط خارجية
- ديفيد ريكيتس على موقع أرشيف الدراجات (الإنجليزية)
- ديفيد ريكيتس على موقع إحصائيات الدراجات الإحترافية (الإنجليزية)
- ديفيد ريكيتس على موقع CycleBase (الإنجليزية)
- ديفيد ريكيتس على موقع اللجنة الأولمبية الدولية (الإنجليزية)
- ديفيد ريكيتس على موقع أوليمبيديا (الإنجليزية)
- ديفيد ريكيتس على موقع اللجنة الأولمبية البريطانية (الإنجليزية)